# Lista över fornlämningar i Köpings kommun (Västra Skedvi)
Lista över fornlämningar i Köpings kommun (Västra Skedvi) är en förteckning av ett urval av de fornlämningar som finns i Västra Skedvi i Köpings kommun.
| Namn                              | Lämningstyp  | Tillkomsttid | Historisk indelning        | Plats | Läge                 | ID-nr          | Bild                                      |
| --------------------------------- | ------------ | ------------ | -------------------------- | ----- | -------------------- | -------------- | ----------------------------------------- |
| Västra Skedvi 1:1                 | Gravfält     |              | Västra Skedvi, Västmanland |       | 59.555633, 15.730060 | 10233700010001 | Ladda upp en bild av detta fornminne      |
| Västra Skedvi 2:1                 | Hög          |              | Västra Skedvi, Västmanland |       | 59.552024, 15.742432 | 10233700020001 | Ladda upp en bild av detta fornminne      |
| Västra Skedvi 2:2                 | Stensättning |              | Västra Skedvi, Västmanland |       | 59.552057, 15.742191 | 10233700020002 | Ladda upp en bild av detta fornminne      |
| Västra Skedvi 2:3                 | Stensättning |              | Västra Skedvi, Västmanland |       | 59.551949, 15.742223 | 10233700020003 | Ladda upp en bild av detta fornminne      |
| Västra Skedvi 6:1                 | Stensättning |              | Västra Skedvi, Västmanland |       | 59.577504, 15.679387 | 10233700060001 | Ladda upp en bild av detta fornminne      |
| Västra Skedvi 9:1                 | Stensättning |              | Västra Skedvi, Västmanland |       | 59.562334, 15.678821 | 10233700090001 | Ladda upp en bild av detta fornminne      |
| Västra Skedvi 9:2                 | Stensättning |              | Västra Skedvi, Västmanland |       | 59.562317, 15.678595 | 10233700090002 | Ladda upp en bild av detta fornminne      |
| Västra Skedvi 9:3                 | Stensättning |              | Västra Skedvi, Västmanland |       | 59.562284, 15.678352 | 10233700090003 | Ladda upp en bild av detta fornminne      |
| Västra Skedvi 9:4                 | Stensättning |              | Västra Skedvi, Västmanland |       | 59.562426, 15.678406 | 10233700090004 | Ladda upp en bild av detta fornminne      |
| Västra Skedvi 10:1                | Gravfält     |              | Västra Skedvi, Västmanland |       | 59.562009, 15.680153 | 10233700100001 | Ladda upp en bild av detta fornminne      |
| Ringarberget (Västra Skedvi 12:1) | Stensättning |              | Västra Skedvi, Västmanland |       | 59.537600, 15.661970 | 10233700120001 | Ladda upp en bild av detta fornminne      |
| Västra Skedvi 16:1                | Gravfält     |              | Västra Skedvi, Västmanland |       | 59.601247, 15.702936 | 10233700160001 | Ladda upp en bild av detta fornminne      |
| Jättekyrkan (Västra Skedvi 22:1)  | Fornborg     |              | Västra Skedvi, Västmanland |       | 59.598642, 15.669085 | 10233700220001 | Ladda upp en till bild av detta fornminne |